# Artemisia caerulescens
Artemisia caerulescens es una especie  perteneciente a la familia de las asteráceas.

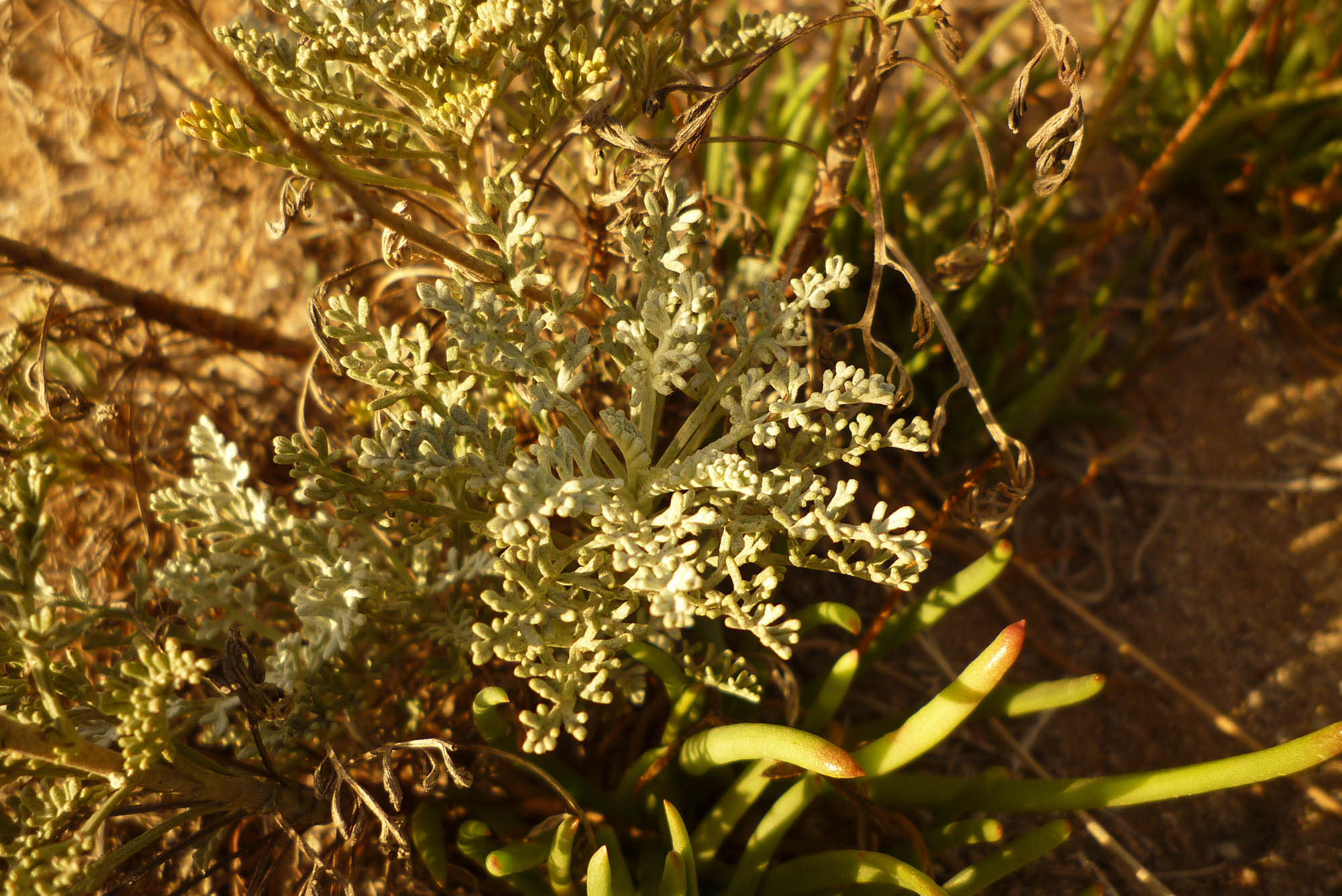
Artemisia caerulescens subsp gallica en La Manga del Mar Menor, Región de Murcia.

## Descripción
Mata multicaule blanco-tomentosa o casi sin pelos. Tallos de hasta 60 cm. Hojas alternas, divididas, con últimas divisiones lineares; las inferiores divididas profundamente dos veces (bipinnatisectas); las superiores divididas profundamente una vez (pinnatisectas), trífidas o enteras. Flores hermafroditas, actninomorfas, pentámeras, reunidas en inflorescencias densas (capítulos) estrechas rodeadas de varias filas de brácteas (involucro). Capítulos 
dispuestos en inflorescencia paniculada muy ramificada. Involucro de 3,5-6 mm, con brácteas elípticas, obtusas, con margen escarioso. Cáliz formado por pequeñas setas. Corola con 5 pétalos soldados en tubo cilíndrico o cinco lóbulos. Androceo con cinco estambres insertos en el tubo de la corola, con anteras soldadas en tubo (androceo singenésico). Ovario ínfero, con una sola cavidad. Fruto en aquenio de 1,7-3 mm, piriforme, sin vilano.

## Distribución y hábitat
Región Mediterránea. Habita en saladares y bordes de la marismas saladas. Florece y fructifica en otoño.

## Taxonomía
Artemisia caerulescens fue descrita por Carlos Linneo y publicado en Species Plantarum 2: 848. 1753.
Citología
Número de cromosomas de Artemisia caerulescens (Fam. Compositae) y táxones infraespecíficos:  2n=18
Etimología
Hay dos teorías en la etimología de Artemisia: según la primera, debe su nombre a Artemisa, hermana gemela de Apolo y diosa griega de la caza y de las virtudes curativas, especialmente de los embarazos y los partos. Según la segunda teoría, el género fue otorgado en honor a Artemisia II, hermana y mujer de Mausolo, rey de la Caria, 353-352 a. C., que reinó después de la muerte del soberano. En su homenaje se erigió el Mausoleo de Halicarnaso, una de las siete maravillas del mundo. Era experta en botánica y en medicina.
caerulescens: epíteto latino que significa "de color azul. 
Sinonimia
- Artemisia caerulescens subsp. sipontina (Ten.) Nyman
- Artemisia dalmatica Rouy
- Artemisia lavandulifolia Salisb.
- Artemisia maritima subsp. caerulescens
- Artemisia palmata Lam.
- Artemisia rubella Moench
- Artemisia santonica Lam.
- Artemisia sipontina Ten.
- Seriphidium caerulescens (L.) K.Bremer & Humphries ex Y.R.Ling	[6]

## Nombre común
En España: absintio marino, ajenjo marino, axensio marino, boja, boja blanca, boja yesquera, boja-entina, ontina de saladar (3), serifio, tomillo, tomillo blanco.